# Сан Фаустино (Верона)
Сан Фаустино је насеље у Италији у округу Верона, региону Венето.
Према процени из 2011. у насељу је живело 21 становника. Насеље се налази на надморској висини од 147 м.